# Избори за народне посланике Бутана 2013.
Избори за народне посланике Бутана одржани су 31. маја и 13. јула 2013. године. Победу је однела опозициона Народна демократска партија која је освојила 32 од 47 мандата. Ово су били други општи избори од када је бивши краљ Џигме Синге Вангчук спровео демократске реформе.

## Позадина
По закону, Народна скупштина је дужна да се конституише у року од 90 дана од дана када њен претходни рок истиче. На основу избора 2008. године последњи рок када треба скупштина да се конституише је био 20. јул 2013. године.

## Изборни систем
Избори су одржани у два круга. У првом кругу све странке се такмиче у 20 џонгхага (административне и судске области у Бутан). Две странке са највећим бројем гласова пролазе у други круг, у коме се боре за 47 посланичка места у Народној скупштини Бутана.
Укупно бирача са правом да изађу на изборе било је 381.790. У првом кругу избора, Партија мира и напретка је добила око 40% гласова, Народна демократска партија око 30%, а преостале две странке 30% гласова.

## Кампања
Четири странке су испуниле услове да учествују у изборима: владајућа Партија мира и напретка, главна опозициона Народна демократска партија и две нове Уједињена бутанска партија и Druk Chirwang Tshogpa. Пета странка, Bhutan Kuen-Nyam Party, покушала је да учествује у изборима, али није успела да обезбеди кандидата са универзитетским образовањем у области гаса у северном делу земље. Због тога је изборна комисија Бутана дисквалификовала странку, иако су све четири странке послале званичне захтеве да се овој партији омогућу да учествује у изборима. Шеф странке Bhutan Kuen-Nyam Party, Сонам Тобгаи је изјавио „да је то што четири странке апелују да се петој странци дозволи да учествује, нешто без преседана на међународном нивоу, нешто посебно и племенито.”
Парија мира и напретка је своју кампању усмерила за подршку руралним срединама, како би имале бољи приступ путевима, мобилној телефонији и електричној енергији током свог мандата. Односи са Индијом су били под притиском након што је ова земља увела рез у субвенционисању гаса и керозина у Бутану. Ова одлука је схваћена као казна за развој односа Бутана са Кином током кампање. Одлука је утростручила трошкове горива и направила велики изборни проблем између два суседа. Народна Демократска странка је водила кампању на платформи јачих односа са Индијом и децентрализацију власти, тј. преношења неких овлашћења на органе локалне самоуправе.

## Резултати
Процес гласања је био изазов због планинског терена и званичници су морали да путују и по седам дана да би организовали гласање на неким бирачким местима. Као резултат избора, Черинг Тобгај је изабран за новог премијера Бутана.
| Партија                               | Прва рунда | Прва рунда | Друга рунда | Друга рунда | Друга рунда | Друга рунда |
| Партија                               | Гласови    | %          | Гласови     | %           | Места       | +/–         |
| ------------------------------------- | ---------- | ---------- | ----------- | ----------- | ----------- | ----------- |
| Народна демократска партија           | 68.650     | 32,53      | 138.760     | 54,88       | 32          | +30         |
| Партија мира и напретка               | 93.949     | 44,52      | 114.093     | 45,12       | 15          | −30         |
| Уједињена бутанска партија            | 35.962     | 17,04      |             |             |             |             |
|                                       | 12.457     | 5,90       |             |             |             |             |
| Укупно                                | 211.018    | 100        | 252.853     | 100         | 47          | 0           |
| Регистровани бирачи/излазност         | 381.790    | 55.27      | 381,790     | 66.23       | –           | –           |
| Извор: Изборна комисија Бутана a, b c |            |            |             |             |             |             |